# Lebendschach

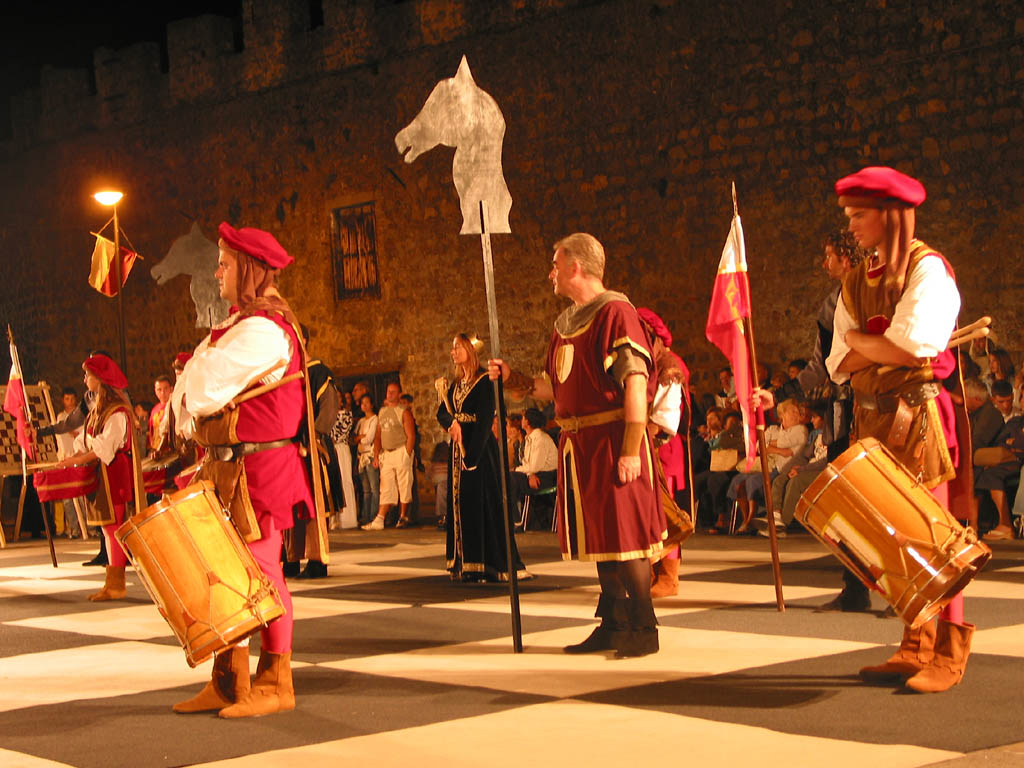
Lebendes Schachspiel in Monselice (Italien)

Lebendschach ist eine seit Jahrhunderten anzutreffende Schachform, bei der Schach mit lebenden Figuren gespielt wird beziehungsweise Schachfiguren durch Menschen in Kostümen dargestellt werden. Lebendschach wird häufig im Freien ausgeübt. Partien mit offenem Ausgang sind eher die Ausnahme, meist werden einstudierte Partien aufgeführt. Lebendschach kann im Schachballett eine unmittelbare Verbindung mit dem Tanz eingehen. Als Motiv findet es in vielfältigen Formen u. a. in Literatur, Theater, Film und modernen Rollenspielen Verwendung.

## Einleitung
Das Schachspiel als Abbild einer Auseinandersetzung zwischen zwei Heeren, als Entscheidung eines Konflikts zweier Gegner im Kampf verknüpfte seit den Anfängen der Schachgeschichte den abstrakten Begriff der leblosen Schachfiguren mit Menschen- und Tiergestalten.
Das Lebendschach hat durch verschiedene Zeiten hinweg Reiz ausgeübt und ist oft auch bei Nichtschachspielern auf Interesse gestoßen. Es verbindet das Schach, das sonst spezielle Kenntnis voraussetzt, mit anderen populären kulturellen Ausdrucksformen wie Schauspiel oder Tanz. Neben Lebendschach sind andere Bezeichnungen wie Lebendes Schachspiel, Lebende Schachpartie usw. gebräuchlich. Bei einigen Ausprägungen, etwa als Ballett oder Rollenspiel, ist eine Beschränkung des Lebendschachs auf die Abbildung einer konkreten Partie und die korrekte Befolgung der Zugregeln nicht zwingend.
Von dem Begriff zu unterscheiden ist die verbreitete Vorstellung, machtpolitische Vorgänge mit einer Schachpartie zu vergleichen, bei der Staaten oder Individuen „wie Schachfiguren“ auf einem imaginären Brett hin- und hergeschoben werden. Die Ausstattung der Kostüme und der Ablauf einer Lebendschachpartie ermöglichen es jedoch, dass auf konkrete historisch-politische oder gesellschaftliche Zustände angespielt wird.

## Lebende Schachpartie

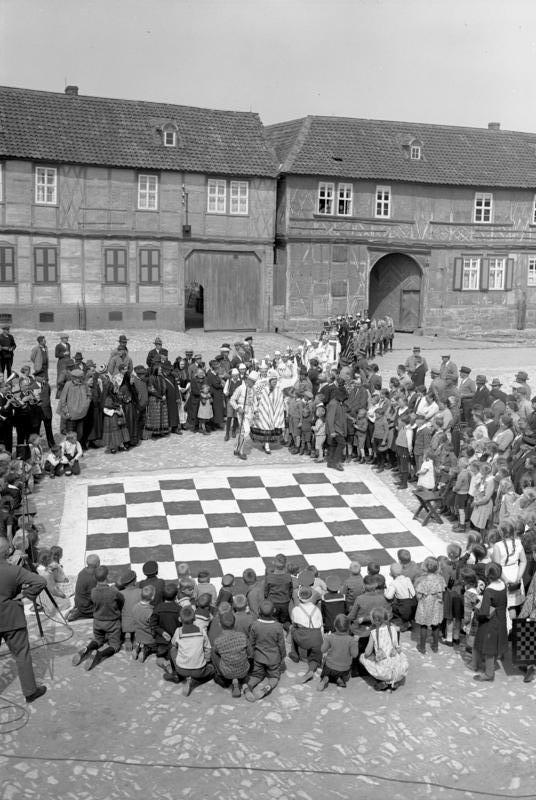
Lebendschach in Ströbeck (Aufnahme von 1932)

Im engeren Sinne wird Lebendschach als eine reguläre Schachpartie verstanden, die mit „menschlichen Figuren“ ausgetragen wird.

### Partieablauf
Lebendschach kann in geschlossenen Räumen bzw. Sälen aufgeführt werden. Meistens wird jedoch im Freien gespielt, also in einem Sportstadion oder auf städtischen Plätzen. Das Spielfeld, das dem Schachbrett entspricht, wird auf dem Boden, auf Gras oder Pflaster, markiert (Schachquadrate); anderenfalls wird eine mitgebrachte Unterlage, Plane oder ein Teppich entrollt. In selteneren Fällen wird auch von in Schachbrettmuster eingelegten Stein- oder Parkettfußböden berichtet. Die modernen Aufführungen tragen einen Volksfestcharakter, und sie werden oftmals in größere Veranstaltungen schachlicher oder kultureller Art wie etwa Mittelaltermärkte eingebunden.
Ernsthafte Partien sind beim Lebendschach selten. Meist werden bekannte Schachpartien, wie etwa die Unsterbliche Partie, in choreografierter Form nachgespielt. Die Darstellenden, unter denen auch Kinder sein können, müssen von Trainern gezielt vorbereitet werden. Bei aufwendiger gestalteten Aufführungen wurden in Verbindung mit der Springerfigur früher in manchen Fällen wirkliche Pferde eingesetzt. Deren Ausbildung für das lange Ruhigstehen und die Zugbewegungen ist mit besonderen Schwierigkeiten behaftet. Der Aufmarsch der Figuren und das Einnehmen der Ausgangsposition sind gewöhnlich bereits Teil der Darbietung. Ein besonderes Augenmerk gilt dem Schlagen von Figuren und dem fast regelmäßig vorgesehenen Mattschluss. Hierbei müssen die Akteure genau einstudierte Bewegungen vollziehen, um die erwünschte Wirkung beim Betrachter hervorzurufen.
Neben einstudierten Partien kommen auch reale Partien in Betracht, bei denen möglichst bekannte Spieler herangezogen werden. Unter den früheren Weltmeistern beteiligte sich etwa José Raúl Capablanca mehrfach an solchen Schaukämpfen. Im Jahr 1933 spielte Capablanca in Los Angeles eine Lebendschachpartie gegen Herman Steiner, die er brillant gewann. Der Verlierer behauptete jedoch später, der Partieverlauf sei im Voraus abgesprochen gewesen.
Weitere Optionen können den Ablauf attraktiv gestalten. So traten die Großmeister Lothar Schmid und Helmut Pfleger 2004 im Rahmen einer größeren Veranstaltung in Bamberg zu einer Schachpartie gegeneinander an, bei der sich prominente Bürger der Stadt als „Schachfiguren“ zur Verfügung stellten.

### Beispiele: Ströbeck, Marostica und Jávea
Ein häufig erwähntes Beispiel betrifft das Schachdorf Ströbeck. Das bereits seit 1688 nachgewiesene Spiel mit lebenden Figuren in Kostümen bildet bis heute einen Höhepunkt bei Schach- und Heimatfesten. In historischer Zeit trugen die Teilnehmer Bauerntrachten – die Königsfigur war als Dorfschulze gekleidet – und Kostüme, die an die Zeit der Kreuzritter erinnerten. Zudem wurde eine Schachpartie ursprünglich nur zur Begrüßung eines herausgehobenen Gastes in Ströbeck vorgeführt. Bis heute wird die Tradition von einem Jugend-Schachensemble fortgesetzt, das auf dem Platz am Schachspiel in Ströbeck oder auf Gasttourneen auftritt.
Einige andere europäische Orte pflegen ebenfalls das Lebendschach. International bekannt gemacht hat sich in dieser Hinsicht besonders die norditalienische Stadt Marostica. In zweijährlichem Abstand wird dort auf dem Schlossplatz eine musikalisch begleitete Schachpartie mit lebenden Personen in mittelalterlichen Kostümen aufgeführt. Es handelt sich um eine moderne Tradition, die im Jahr 1923 begründet wurde. Angeknüpft wird dabei an einen auf das 15. Jahrhundert zurückgeführten, anscheinend fiktiven Schachkampf, den zwei männliche Rivalen um die Hand der Tochter des Stadtvogts austragen mussten.
Seit 1996 wird in der spanischen Stadt Jávea in der Region Valencia ebenfalls alljährlich ein farbenfrohes Lebendschach-Schauspiel dargeboten. Wie in Marostica werden beachtliche Zuschauerzahlen erreicht. Als Veranstaltung, die sich bewusst an auswärtige Besucher richtet, erfüllt Lebendschach damit in den genannten Fällen den Zweck einer touristischen Attraktion. In Jávea wurde das Lebendschach-Festival im November 2007 darüber hinaus mit einem konventionell ausgetragenen Meisterturnier verbunden.

### Lebendschach in Asien

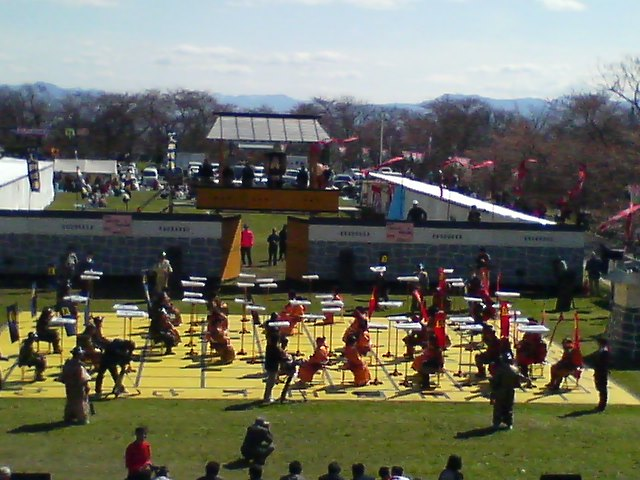
Lebendes Shōgi-Spiel in Tendō

Auch im asiatischen Raum fand Lebendschach Eingang, wobei auf einheimische Schachvarianten zurückgegriffen wird. Das chinesische Schachspiel (Xiangqi) wie das japanische Shōgi benutzen anstelle von Figuren beschriftete Spielsteine. Deshalb tragen die Teilnehmer am Lebendschach in der Regel Plakate oder Stangen mit Schildern, damit die Bezeichnungen sichtbar sind. In der Stadt Tendō, die in Japan für ihre Shōgi-Spielsteine berühmt ist, gibt es alljährlich zum Kirschblütenfest eine Lebende Schachpartie in festlichem Rahmen.
Eine besondere Tradition existiert in Vietnam, wo auf größeren Dorffesten häufig Lebendschach-Veranstaltungen organisiert werden. Das vietnamesische Lebendschach ist den Regeln des chinesischen Xiangqi angepasst. Die Schachgegner sitzen auf erhöhten Podesten hinter dem Spielfeld, während die Teammitglieder Gelegenheit erhalten, bei den Zugbewegungen und speziell beim Schlagen von gegnerischen Steinen ihre Kampfkunst-Techniken zu demonstrieren.

## Geschichtliche Entwicklung
Von Schach als dem Abbild des Kampfes ist es kein weiter gedanklicher Sprung zu der Idee, Schachfiguren zu personifizieren. Historisch gesehen steht das Lebendschach bereits auf dem Boden des mittelalterlichen europäischen Schachspiels. Im Mittelalter war der allegorische Bezug des Schachs zur gesellschaftlichen Realität stets gegenwärtig. So werden in vielen Texten, angeführt von der verbreiteten Schrift des Jacobus de Cessolis, Schachfiguren menschliche Eigenschaften zuerkannt. In der Ordnung des Schachs schien sich zudem die ständische Ordnung der Gesellschaft widerzuspiegeln.
Ob Lebende Schachpartien vor dem 15. Jahrhundert veranstaltet wurden, ist ungewiss. Eine Überlieferung besagt, ein türkischer Sultan habe so gespielt, dass jede geschlagene Figur den Händen des Henkers überantwortet worden sei. Wohl ebenso ins Reich der Legende gehören Geschichten, grausame spanische Inquisitoren oder Zar Iwan der Schreckliche hätten um das Leben von wirklichen Menschen spielen lassen. Soviel steht fest, dass in Verbindung mit dem Schach das Todesmotiv, das „Spiel um Leben oder Tod“, seit jeher eine Faszination auf die menschliche Vorstellungskraft ausgeübt hat.
Die Idee lebendiger Schachfiguren geht außerdem auf den mittelalterlichen Mythos zurück. In den Artus-Erzählungen kommen Zauberschachspiele vor, deren Figuren wie von Geisterhand bewegt werden. Der Schachhistoriker Murray leitet diese Textstellen von einem keltischen Vorläufer ab. In der Erzählung um Peredur aus dem Umkreis des Mabinogion schaut der Held einer Partie des (vielleicht mit Hnefatafl identischen) Brettspiels gwyddbwyll zu, dessen Spielsteine von selbst ziehen. Nach dem Ende stoßen die Figuren der siegreichen Seite einen Schrei aus, als wären sie Menschen.

### Lebendschach als Traum: Hypnerotomachia Poliphili
Der älteste schriftliche Bericht zum Lebendschach datiert auf das Jahr 1467, als Francesco Colonna (dahinter verbarg sich möglicherweise ein Pseudonym) eine mystische Erzählung verfasste. Eine Passage des Werkes schildert einen Traum, in dem eine Partie mit lebendigen Gestalten unter Musikbegleitung auf einem großen Schachbrett ausgetragen wird. Darin werden teilweise die Spielzüge und regelrechte taktische und strategische Überlegungen der Gegner beschrieben. Der Text wurde 1499 in einem latinisierten Italienisch unter dem Titel
Hypnerotomachia Poliphili (wörtlich: Traumliebeskampf des Poliphilus) veröffentlicht und ins Französische und Englische übersetzt.
Im Original werden noch die mittelalterlichen Zugregeln zugrunde gelegt – so springt der als Secretario bezeichnete Läufer diagonal ins übernächste Feld, wie es der Zugweise des ursprünglichen Alfil entsprach –, während in den Übersetzungen die Bewegungen von Dame und Läufer nach den in der Zwischenzeit reformierten Schachregeln beschrieben werden.
Colonnas Schrift trägt rätselhafte und phantastische Züge. Diesem bedeutenden Text der Renaissance wird eine große Wirkung im Bereich der bildenden Künste und der Literatur zugeschrieben. Bezogen auf das Schach hat der „Traum des Poliphilus“ das Konzept des Lebenden Schachspiels in mehrfacher Hinsicht entscheidend geprägt. Hierzu gehört an erster Stelle die Verbindung des Lebendschach-Gedankens mit Schauspiel, Musik und Tanz, die sich als ungewöhnlich lebenskräftig erwies.

### Tradition der Schachschauspiele

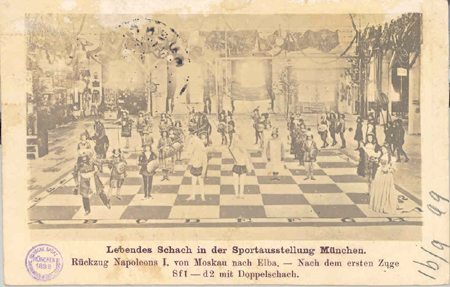
Aufführung eines Schachproblems von Alexander Petrow in München (1899)

An französischen und italienischen Höfen diente der Traum des Poliphilus praktisch jahrhundertelang als Vorlage zur Abbildung einer Lebenden Schachpartie, die während vornehmer Maskeraden und Turniere dargeboten wurde. François Rabelais widmete diesen höfischen Schachschauspielen in seinem Werk „Gargantua und Pantagruel“ zwei ganze Abschnitte, die allerdings möglicherweise erst nachträglich ein Schachliebhaber einfügte (sie sind in einem posthum erschienenen Band enthalten). Für das höfische Gesellschaftsspiel gab es genaue Regeln und Vorschriften. An Haaren oder Kleidungsstücken wurden Abzeichen der einzelnen Figuren befestigt, die Spielgegner leiteten die Partie durch bestimmte Signale. Geschlagene Figuren mussten sich verneigen und das Feld räumen.
Der materielle Aufwand der Schauspiele ließ sich im Zeitalter der höfischen Kultur beliebig steigern. Auf höchster Ebene konnte eine Lebende Schachpartie zum Zwecke der Repräsentation eingesetzt werden. So wurde 1796 beim Besuch des schwedischen Königs Gustav Adolf IV. in der russischen Hauptstadt Sankt Petersburg eine Schachpartie in mittelalterlichen Kostümen veranstaltet. Kostüme und Rasen-Spielfelder waren in gelben und grünen Quadraten ausgestaltet. Das erwähnte Ströbecker Beispiel (seit 1688) zeigt darüber hinaus, wie das höfische Lebendschach ausstrahlte und in den unteren Gesellschaftsklassen nachgeahmt wurde.
Eine Weiterführung des Schauspiel-Gedankens in neuerer Zeit war die kostspielige Inszenierung historischer oder erdichteter Schlachten, die unter freiem Himmel vor zahlreichen Zuschauern aufgeführt wurden. Auf der Landwirtschaftlichen Ausstellung in Wien fand 1898 ein Schauspiel statt, in dem der zwei Jahrhunderte zurückliegende Sieg des Prinzen Eugen über die Türken in der Schlacht bei Zenta veranschaulicht wurde. Jede Schachfigur wurde von einer ganzen Gruppe von Darstellern verkörpert. Insgesamt wirkten 340 Mann und sechzehn Pferde mit, hinzu kam noch ein größeres Orchester für die musikalische Begleitung.

## Schachkostüme

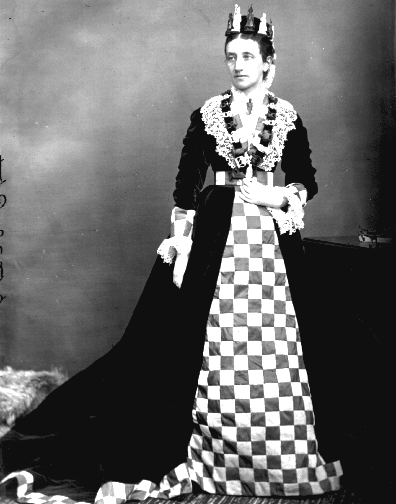
Historisches Schachkostüm

Die Ausstattung der Schachkostüme (König, Turm, „Ritter“ usw.) variiert vielfältig. Oft werden die Motive aus der Geschichte entlehnt, dabei finden Ritterkostüme und historische Trachten Verwendung. Neben Schwarz und Weiß werden häufig andere Farben gewählt, nicht selten sind auch bunte (mehrfarbige) Kostüme. Die Figurenkostüme der beiden Parteien sind außerdem nicht immer symmetrisch ausgestaltet. Der künstlerischen Freiheit bei der Gestaltung sind praktisch keine Grenzen gesetzt.
Motive aus der Tradition der Schachkostüme fanden verschiedentlich Eingang in die Mode. Neben einem allgemeinen Bezug von Kleidung zum Thema Schach, etwa durch Verwendung des Schachbrettmusters, ist die Verbindungslinie zum Lebendschach dann sichtbar, wenn eine Ausrichtung auf bestimmte Schachfiguren zu erkennen ist. So können Kostüme oder eine dazugehörige Kopfbedeckung mit entsprechenden Symbolen ausgestattet werden oder auf andere Art eine Identifikation mit einer der Schachfiguren nahelegen. Schachkostüme werden, abgesehen von der Verwendung bei Lebendschach-Veranstaltungen, gelegentlich auf Kostümbällen oder im Karneval getragen.

## Variationen des Lebendschach-Motivs

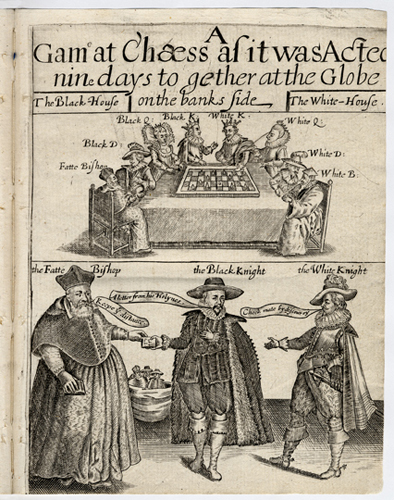
Titelblatt von Thomas Middletons „Das Schachspiel“

Die Idee des Lebendschachs lässt sich als Stilelement verwenden und in die verschiedensten Kunst- und Unterhaltungsformen integrieren. So ist eine berühmte Lebendschachpartie in der 1876 uraufgeführten Operette Der Seekadett von Richard Genée im zweiten Akt enthalten. Gezeigt wird eine Eröffnungsfalle im Schach, die seither als Seekadettenmatt bezeichnet wird.
Bis in die Gegenwart wurde das Thema Lebendschach in vielfältiger Form aufgegriffen.

### Theater und Literatur
Das satirische Theaterstück A Game at Chess (deutscher Titel: Das Schachspiel), das 1624 im Globe Theatre aufgeführt wurde, zeigte bekannte zeitgenössische Politiker unter der Maske von Schachfiguren. In dem Werk wurde besonders der spanische Botschafter verhöhnt. Der politische Streit darüber führte zur Anklage, die beteiligten Schauspieler verurteilte das Gericht zu Geldstrafen, und der Autor Thomas Middleton musste sogar für einige Zeit ins Gefängnis.
Der Traumcharakter des Lebendschachs wurde als Motiv beispielhaft in dem Kinderbuch-Klassiker Alice hinter den Spiegeln herausgearbeitet. Lewis Carroll baut die Handlung rund um eine Schachpartie auf. Die Angehörigen dieser Märchenwelt, darunter die „Rote Königin“, sind keine Menschen, sondern buchstäblich verlebendigte Schachfiguren. In der Science-Fiction-Erzählung Die Schachfiguren des Mars von Edgar Rice Burroughs nimmt Lebendschach eine zentrale Funktion ein, die Figuren kämpfen auf Leben und Tod. Für das Mars-Schachspiel „Jetan“ konstruierte der Autor besondere Spielregeln. In Kurt Vonneguts 1951 erschienener Kurzgeschichte All the King's Horses spielt ein amerikanischer Oberst, dessen Familie und ein Dutzend Soldaten mit ihm gefangen sind, eine Partie gegen einen asiatischen Guerillaführer. Mit den Gefangenen als lebende Schachfiguren, die sterben müssen, falls sie geschlagen werden, gerät der Protagonist in ein moralisches Dilemma.

### Lebendschach im Film
Das Lebendschach-Motiv wurde verschiedentlich in der Filmkunst eingesetzt. In der Bildsprache einer Filmszene lässt sich unter bestimmten Voraussetzungen die Assoziation mit einer Lebenden Schachpartie herstellen. Dies geschieht am einfachsten dadurch, dass die Darsteller auf einem schachbrettartigen Fußboden gruppiert werden. Eine gezielte Kameraeinstellung und die Ausstattung der Darsteller vermag den gewünschten Eindruck zu verstärken.
Ein klassisches Beispiel liefert der 1957 entstandene Anti-Kriegsfilm Wege zum Ruhm des Regisseurs Stanley Kubrick. Im Mittelpunkt der Handlung steht die blutige Pattsituation zwischen den alliierten und deutschen Streitkräften an der Westfront des Ersten Weltkrieges. In einer Schlüsselszene stehen mehrere französische Soldaten, die einen sinnlosen Angriffsbefehl verweigert haben, vor einem Militärgericht. Auf dem schachbrettartigen Marmorfußboden erscheinen Angeklagte und Militärrichter wie in einer Schachposition vor dem Auge des Betrachters.
In einzelnen Fällen wurde eine Lebende Schachpartie als solche in einer Szene gezeigt. Der Film Mel Brooks – Die verrückte Geschichte der Welt von 1981 parodiert das höfische Gesellschaftsspiel. Der niederländische Kinder-Schachfilm Lang lebe die Königin (1995) zeigt mehrere Lebendschach-Szenen, darunter eine vollständige Partie, die mit dem Narrenmatt endet. Eine dramatische Umsetzung erfuhr das Thema 2001 in der Verfilmung des Buches Harry Potter und der Stein der Weisen. Die Helden müssen eine Schachpartie siegreich bestreiten. Die gewaltigen Spielsteine werden auf magische Weise gezogen, die Kinder selbst treten an die Stelle mehrerer Figuren. Es spricht für die Tragweite des uralten Motivs, dass bei diesem Kampf die geschlagenen Figuren zerstört werden. Die Kinder sind daher in Lebensgefahr und müssen diesen Faktor bei der Zugwahl berücksichtigen.

### Modenschau
Der Modedesigner Alexander McQueen erregte Aufsehen, als er seine Frühjahrskollektion 2005 „It’s Only a Game“ in Form einer Lebenden Schachpartie präsentierte. Eine Zugansage mit Computerstimme ergänzte die futuristische Ästhetik der Modenschau.

### Adaption im Computerspiel
Schon in frühen Computerspielen tauchen „lebendige“ Schachpartien auf. Im 1988 veröffentlichten Spiel Battle Chess bekämpfen sich animierte Figuren – eine Spielidee, die bereits 1976 im Film Futureworld – Das Land von Übermorgen vorgeführt wurde. Der Einsatz holografischer Figuren wurde damals allerdings mangels Digitaltechnik mit einkopierten, stark verkleinerten Lebendschach-Szenen simuliert. Analog zum Lebendschach können Figuren auch mit Avataren besetzt werden. So ist etwa beim Online-Rollenspiel World of Warcraft ein auf Schach basierendes Gefecht möglich. Dabei schlüpfen verbündete Spieler in jeweils eine Schachfigur auf dem Brett und versuchen den Computergegner zu schlagen.

## Schachballett
Die Züge einzelner Schachfiguren im Partieverlauf ähneln oftmals einem eigenartigen „Figurentanz“ (Savielly Tartakower). Eine besonders kunstvolle Ausformung fand das Lebendschach folgerichtig im Ballett. Literarisch vorgezeichnet war die Verbindung des Lebendschachs mit Tanz und Musik bereits im „Traum des Poliphilus“.
Ein Schachballett kann eine konkrete Partie oder Zugbewegungen abbilden oder das Thema Schach in anderer geeigneter Form aufgreifen. Nach Aufkommen des Balletts, das sich aus dem Gesellschaftstanz entwickelt hatte, wurde Schach frühzeitig als Motiv genutzt. Erstmals wurde 1607 unter dem französischen König Heinrich IV. eine Schachpartie als Ballett interpretiert. Auch die Weiterentwicklung der Ballettform mit einer eigenständigen Ballettmusik wurde im Lebendschach nachvollzogen. In Paris fand zur Zeit Ludwigs XIV. im Jahr 1700 die Erstaufführung der großen Ballett-Pantomime „Ballet des Echecs“ statt, zu der Philidor l’ainé, der Vater des berühmten Schachspielers und Komponisten François-André Danican Philidor, die Musik komponiert hatte.
Ein Schachballett bildet auch die Hauptepisode der Oper „Die Zauberkünstlerin“ (La magicienne) von Fromental Halévy, die 1858 in Paris einen großen Erfolg erzielte. In der Schlüsselszene vollzieht sich der Tanz der lebenden Schachfiguren in historischen Trachten in einem schachbrettartig gestalteten Saal des Fürstenschlosses.
Für den Schachtanz ließen sich zahlreiche Beispiele von vertonten Märchen, Musikkomödien oder amerikanischen Ballettrevuen aufzählen. Den größten künstlerischen Erfolg mit Schach als Thema hatte das Ensemble Sadler’s Wells (das spätere Royal Ballet), das 1937 auf der Pariser Weltausstellung das Ballett „Checkmate“ des Komponisten Arthur Bliss vorführte. Das Stück war nach dem Zweiten Weltkrieg in London erneut sehr erfolgreich und wird bis heute aufgeführt. Darin wird der Kampf zwischen Liebe (Rot) und düsterem Tod (Schwarz) dargestellt.
Zur ersten Schachszene in einem Ballett auf Eis kam es 1953 in dem Stück „Sinbad the Sailor on Ice“. Die Eisläufer führten die bekannte Schachpartie zwischen Paul Morphy und den Beratenden Herzog von Braunschweig und Graf Isoard auf.
Bei dem anlässlich der Schacholympiade in Havanna 1966 präsentierten Schachballett „A Living Game“ sang ein tausendstimmiger Chor unter Begleitung des kubanischen Nationalorchesters. Zugrunde gelegt wurde bei dieser Gelegenheit die Gewinnpartie Capablancas gegen Emanuel Lasker aus dem Moskauer Turnier 1936. Auch die Schacholympiade 2002 im slowenischen Bled wurde mit einem Schachballett eröffnet.

## Cosplay-Schach
Seine jüngste Ausprägung hat das Lebendschach in Live-Rollenspielen erfahren. Seit 2004 haben mehrere amerikanische Anime-Conventions Lebendschach-Shows in ihr Programm aufgenommen. Die jugendlichen Teilnehmer stellen ihre Lieblingsfigur aus dem Anime-Bereich durch Kostüm und Verhalten möglichst originalgetreu dar (Cosplay oder „Kostüm-Rollenspiel“). Beim Cosplay Human Chess wird das Lebendschach, vergleichbar der Situation beim Schachballett, mit einer anderen kulturellen Ausdrucksform verschmolzen.
Es sind verschiedene Varianten möglich: sorgfältig geplante choreografierte Abläufe oder die Option, zwei Spieler an einem „normalen“ Schachbrett abseits des Lebendschach-Spielfelds einen improvisierten Kampf austragen zu lassen, den die Darsteller interpretieren. Bei manchen Schachkämpfen orientiert sich die Verkleidung der Mannschaften an einem Motto wie beispielsweise „Gut gegen Böse“ oder „Zauberei gegen Wissenschaft“. Wie beim klassischen Lebendschach kommt dem Schlagen der Figuren herausgehobene Bedeutung zu. Ein Kampf der Figurendarsteller bildet den Vorgang ab und entscheidet gegebenenfalls darüber, ob die „getötete“ Figur das Spielfeld verlassen muss oder nicht. Das Cosplay-Schach dient der Unterhaltung, und die gezeigte Partie soll vorrangig Gelegenheit zu sehenswerten Aktionen der beteiligten Anime-Figuren geben.
Cosplay Human Chess als aktuelles Phänomen bestätigt den flexiblen Charakter des Lebendschachs. Die Grundidee, dass „Menschen zu Schachfiguren werden“, hat in verschiedenen Epochen immer wieder die Phantasie herausgefordert und neue Formen hervorgebracht.